# 22-га паралель північної широти
22-та паралель північної широти — лінія широти, що лежить на 22 градуси північніше земної екваторіальної площини. Вона проходить через Африку, Азію, Індійський океан, Тихий океан, Північну Америку, Кариби та Атлантичний океан.
У 1899 році британський колоніальний уряд визначив 22-гу паралель як єгипетсько-суданський кордон. Хоча Єгипет продовжує визнавати 22-гу паралель своїм південним кордоном, Судан визнає своїм північним кордоном іншу межу, встановлену у 1902 року. В результаті цього на Халаїбський трикутник претендують обидві країни, а на регіон Бір-Тавіль не претендує жодна з країн.

Через 22-гу паралель північної широти проходить єгипетсько-суданський кордон. Східна частина кордону є спірною.

На цій широті під час літнього сонцестояння сонце видно 13 годин 29 хвилин, а під час зимового сонцестояння — 10 годин 47 хвилин. 

## Список географічних об'єктів, що перетинає 22° пн. ш.
Починаючи з Гринвіцького меридіану та рухаючись на схід, 22-та паралель північної широти проходить через:
| Координати                                                   | Країна, територія або море                                   | Примітки |
| ------------------------------------------------------------ | ------------------------------------------------------------ | --- |
| 22°0′ пн. ш. 0°0′ сх. д. / 22.000° пн. ш. 0.000° сх. д.      | Алжир                                                        | |
| 22°0′ пн. ш. 9°21′ сх. д. / 22.000° пн. ш. 9.350° сх. д.     | Нігер                                                        | |
| 22°0′ пн. ш. 15°11′ сх. д. / 22.000° пн. ш. 15.183° сх. д.   | Чад                                                          | |
| 22°0′ пн. ш. 19°4′ сх. д. / 22.000° пн. ш. 19.067° сх. д.    | Лівія                                                        | |
| 22°0′ пн. ш. 25°0′ сх. д. / 22.000° пн. ш. 25.000° сх. д.    | Становить кордон між Єгиптом та Суданом                      | |
| 22°0′ пн. ш. 31°19′ сх. д. / 22.000° пн. ш. 31.317° сх. д.   | Судан                                                        | Кордон повертає на північ через озера Насера, оминаючи виступ Ваді-Халфа[en] Коли кордон повертає на північ, паралель паралель повністю проходить у межах Судану |
| 22°0′ пн. ш. 31°24′ сх. д. / 22.000° пн. ш. 31.400° сх. д.   | Становить кордон між Єгиптом та Суданом                      | |
| 22°0′ пн. ш. 33°10′ сх. д. / 22.000° пн. ш. 33.167° сх. д.   | Єгипет / Становить кордон між Єгиптом та регіоном Бір-Тавіль | На регіон Бір-Тавіль не претендує жодна країна |
| 22°0′ пн. ш. 34°5′ сх. д. / 22.000° пн. ш. 34.083° сх. д.    | Становить кордон між Халаїбським трикутником та Суданом      | Халаїбський трикутник є спірною територією, яку контролює Єгипет та на яку претендують Єгипет та Судан                                                           |
| 22°0′ пн. ш. 36°52′ сх. д. / 22.000° пн. ш. 36.867° сх. д.   | Червоне море                                                 | |
| 22°0′ пн. ш. 38°56′ сх. д. / 22.000° пн. ш. 38.933° сх. д.   | Саудівська Аравія                                            | |
| 22°0′ пн. ш. 55°40′ сх. д. / 22.000° пн. ш. 55.667° сх. д.   | Оман                                                         | |
| 22°0′ пн. ш. 59°39′ сх. д. / 22.000° пн. ш. 59.650° сх. д.   | Індійський океан                                             | Аравійське море |
| 22°0′ пн. ш. 69°10′ сх. д. / 22.000° пн. ш. 69.167° сх. д.   | Індія                                                        | Проходить через півострів Катхіавар Гуджарат |
| 22°0′ пн. ш. 72°14′ сх. д. / 22.000° пн. ш. 72.233° сх. д.   | Індійський океан                                             | Камбейська затока |
| 22°0′ пн. ш. 72°30′ сх. д. / 22.000° пн. ш. 72.500° сх. д.   | Індія                                                        | Гуджарат Мадг'я-Прадеш Чхаттісгарх Одіша Західний Бенгал |
| 22°0′ пн. ш. 89°5′ сх. д. / 22.000° пн. ш. 89.083° сх. д.    | Бангладеш                                                    | Проходить через острови дельти Гангу |
| 22°0′ пн. ш. 90°41′ сх. д. / 22.000° пн. ш. 90.683° сх. д.   | Індійський океан                                             | Бенгальська затока |
| 22°0′ пн. ш. 91°53′ сх. д. / 22.000° пн. ш. 91.883° сх. д.   | Бангладеш                                                    | |
| 22°0′ пн. ш. 92°36′ сх. д. / 22.000° пн. ш. 92.600° сх. д.   | Індія                                                        | Приблизно на 3 км |
| 22°0′ пн. ш. 92°38′ сх. д. / 22.000° пн. ш. 92.633° сх. д.   | М'янма                                                       | |
| 22°0′ пн. ш. 92°53′ сх. д. / 22.000° пн. ш. 92.883° сх. д.   | Індія                                                        | Приблизно на 4 км |
| 22°0′ пн. ш. 92°56′ сх. д. / 22.000° пн. ш. 92.933° сх. д.   | М'янма                                                       | Приблизно на 5 км |
| 22°0′ пн. ш. 92°58′ сх. д. / 22.000° пн. ш. 92.967° сх. д.   | Індія                                                        | Приблизно на 3 км |
| 22°0′ пн. ш. 93°0′ сх. д. / 22.000° пн. ш. 93.000° сх. д.    | М'янма                                                       | |
| 22°0′ пн. ш. 99°59′ сх. д. / 22.000° пн. ш. 99.983° сх. д.   | КНР                                                          | Юньнань — проходить північніше Цзінхун, Сішуанбаньна-Дайська автономна префектура                                                                                |
| 22°0′ пн. ш. 101°37′ сх. д. / 22.000° пн. ш. 101.617° сх. д. | Лаос                                                         | |
| 22°0′ пн. ш. 102°29′ сх. д. / 22.000° пн. ш. 102.483° сх. д. | В'єтнам                                                      | |
| 22°0′ пн. ш. 106°41′ сх. д. / 22.000° пн. ш. 106.683° сх. д. | КНР                                                          | Гуансі — приблизно на 4 км |
| 22°0′ пн. ш. 106°44′ сх. д. / 22.000° пн. ш. 106.733° сх. д. | В'єтнам                                                      | Приблизно на 6 км |
| 22°0′ пн. ш. 106°48′ сх. д. / 22.000° пн. ш. 106.800° сх. д. | КНР                                                          | Гуансі Гуандун |
| 22°0′ пн. ш. 113°22′ сх. д. / 22.000° пн. ш. 113.367° сх. д. | Південнокитайське море                                       | |
| 22°0′ пн. ш. 113°44′ сх. д. / 22.000° пн. ш. 113.733° сх. д. | Макао                                                        | Проходить через острови Ваньшань (Гуандун) Макао — приблизно на 12 км                                                                                            |
| 22°0′ пн. ш. 113°50′ сх. д. / 22.000° пн. ш. 113.833° сх. д. | Південнокитайське море                                       | |
| 22°0′ пн. ш. 114°8′ сх. д. / 22.000° пн. ш. 114.133° сх. д.  | Гонконг                                                      | Проходить через острови Ваньшань (Гуандун) Гонконг — приблизно на 20 км                                                                                          |
| 22°0′ пн. ш. 114°13′ сх. д. / 22.000° пн. ш. 114.217° сх. д. | Південнокитайське море                                       | |
| 22°0′ пн. ш. 120°41′ сх. д. / 22.000° пн. ш. 120.683° сх. д. | Республіка Китай                                             | Проходить через острів Тайвань |
| 22°0′ пн. ш. 120°52′ сх. д. / 22.000° пн. ш. 120.867° сх. д. | Тихий океан                                                  | Проходить південніше острова Ланьюй, Республіка Китай |
| 22°0′ пн. ш. 160°6′ зх. д. / 22.000° пн. ш. 160.100° зх. д.  | США                                                          | Проходить через острів Ніїхау, Гаваї |
| 22°0′ пн. ш. 160°3′ зх. д. / 22.000° пн. ш. 160.050° зх. д.  | Тихий океан                                                  | |
| 22°0′ пн. ш. 159°46′ зх. д. / 22.000° пн. ш. 159.767° зх. д. | США                                                          | Проходить через острів Кауаї, Гаваї — північніше Лігуе |
| 22°0′ пн. ш. 159°21′ зх. д. / 22.000° пн. ш. 159.350° зх. д. | Тихий океан                                                  | Проходить північніше острова Сан-Хуаніто[de], Мексика |
| 22°0′ пн. ш. 105°39′ зх. д. / 22.000° пн. ш. 105.650° зх. д. | Мексика                                                      | Проходить північніше Агуаскальєнтеса |
| 22°0′ пн. ш. 97°43′ зх. д. / 22.000° пн. ш. 97.717° зх. д.   | Мексиканська затока                                          | |
| 22°0′ пн. ш. 84°36′ зх. д. / 22.000° пн. ш. 84.600° зх. д.   | Куба                                                         | |
| 22°0′ пн. ш. 84°0′ зх. д. / 22.000° пн. ш. 84.000° зх. д.    | Карибське море                                               | Затока Батабано[en] — проходить північніше острова Ісла-де-ла-Хувентуд, Куба Затока Казонес[en] — проходить північніше півострова Сапата[en], Куба               |
| 22°0′ пн. ш. 80°23′ зх. д. / 22.000° пн. ш. 80.383° зх. д.   | Куба                                                         | Проходить північніше Санкті-Спіритуса |
| 22°0′ пн. ш. 77°38′ зх. д. / 22.000° пн. ш. 77.633° зх. д.   | Атлантичний океан                                            | Проходить між Багамськими Островами · Проходить північніше острова Північний Кайкос[en], Острови Теркс і Кайкос                                                  |
| 22°0′ пн. ш. 16°52′ зх. д. / 22.000° пн. ш. 16.867° зх. д.   | Західна Сахара                                               | Претендує Марокко та Сахарська Арабська Демократична Республіка                                                                                                  |
| 22°0′ пн. ш. 13°4′ зх. д. / 22.000° пн. ш. 13.067° зх. д.    | Мавританія                                                   | |
| 22°0′ пн. ш. 6°13′ зх. д. / 22.000° пн. ш. 6.217° зх. д.     | Малі                                                         | |
| 22°0′ пн. ш. 0°9′ зх. д. / 22.000° пн. ш. 0.150° зх. д.      | Алжир                                                        | |